# Stopwatch

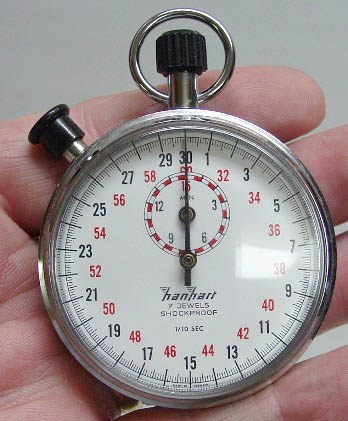
Mechanische stopwatch

Stopwatch

Een stopwatch (Nederlands: stophorloge, Duits: Stoppuhr) is een instrument om nauwkeurig de verstreken tijd  te registreren vanaf het moment dat het uurwerk werd gestart. Het kan ook weer worden gestopt om exact de verstreken tijd af te lezen. Het stophorloge is een draagbare variant van de stopklok uit laboratorium en doka.
Wanneer iemand bijvoorbeeld 100 meter hardloopt, dan kan met een stopwatch de tijd gemeten worden hoelang daarover gedaan is. De analoge stopwatch heeft meestal drie knoppen: start, stop en terug op nul zetten.
Gecompliceerde mechanische stopwatches maken ook het meten van ronde- of tussentijden mogelijk. Bij (elektronische) digitale stopwatches is dat gebruikelijk. Met deze functionaliteit wordt de aanduiding van de tijd met een knop stilgezet, terwijl de klok intern nog doorloopt. De ronde- of tussentijd kan nu worden genoteerd, waarna met wederom een druk op de knop de tijd op het scherm doorloopt. De ronde- of tussentijden kunnen bij uitgebreide stopwatches ook worden opgeslagen, en nadien weer afgelezen worden (Memory). Verder zijn ze vaak ook voorzien van een instelbare afteltijd (Countdown). 
Tijdens het starten of stoppen van de stopwatch klinkt nog een akoestisch signaaltje, evenals bij het verstrijken van de afteltijd.
Er zijn ook analoge en digitale horloges met een stopwatchfunctie, bij analoge horloges kunnen deze zowel mechanisch als elektronisch zijn. Een horloge met een stopwatchfunctie wordt een chronograaf genoemd, wat een merkwaardige benaming is, aangezien er niets wordt opgeschreven. Het is mogelijk dat een dergelijke chronograaf ook een chronometer is, het horloge voldoet dan aan de speciale eisen waardoor het een chronometer-certificaat heeft.
In een aantal gevallen is een digitale (hand)stopwatch eigenlijk ook een chronograaf omdat deze ook de normale tijd en de kalender kan weergeven.

## Handgeklokt
Een tijdwaarneming met stopwatch is in veel takken van sport niet meer voldoende om een record te erkennen, sinds hier geautomatiseerde systemen voor bestaan die veel nauwkeuriger kunnen werken. Een tijd die met een stopwatch is verkregen, wordt in uitslagenlijsten wel aangeduid als handgeklokt of HT, van het Engelse hand timing.